# Hanniwka (Oleksandrija, Petrowe)
Hanniwka (ukrainisch Ганнівка; russisch Анновка Annowka) ist ein Dorf im Zentrum der Ukraine mit etwa 1300 Einwohnern (1. April 2013).

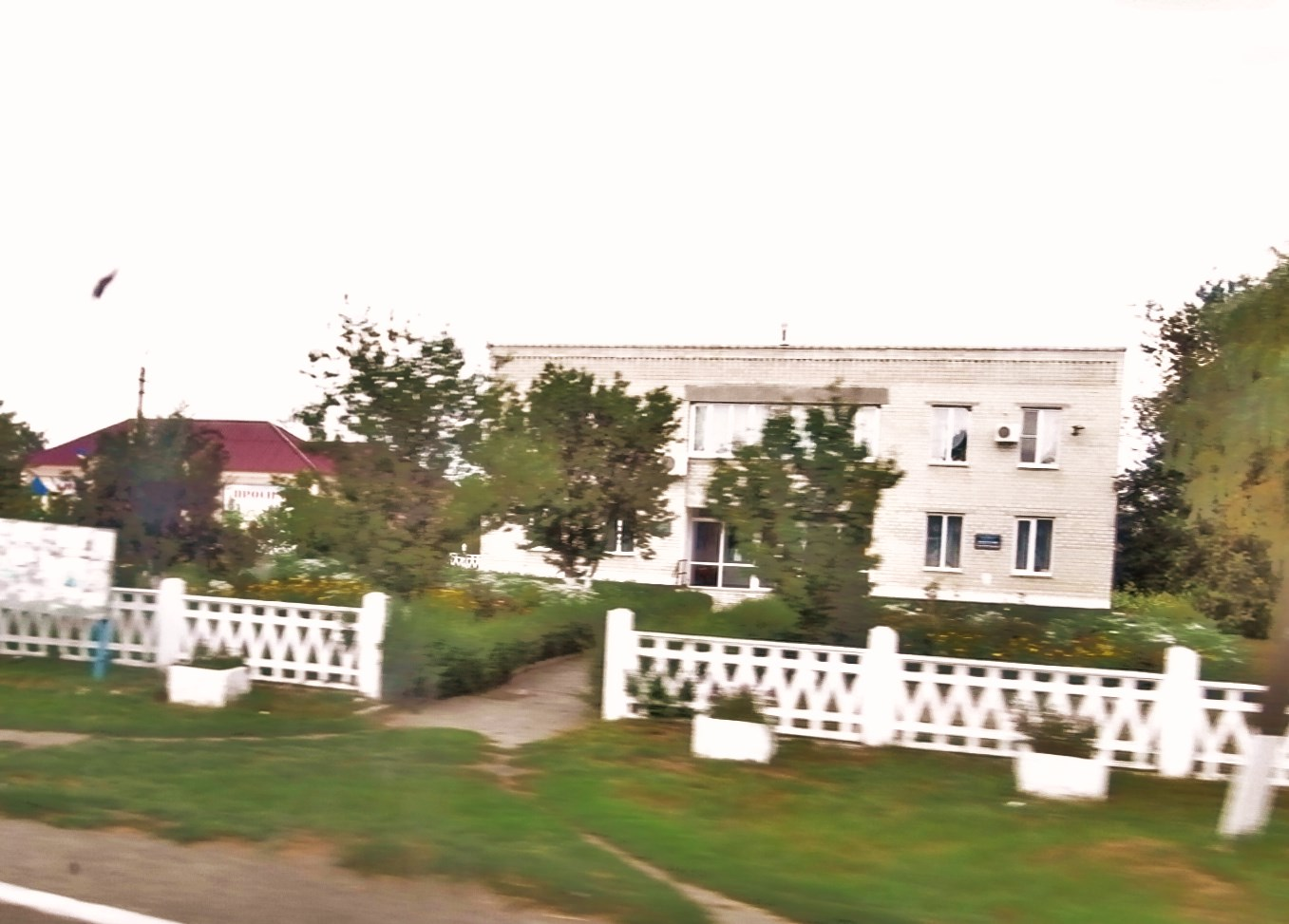
Rathaus in Hanniwka

## Geographie
Hanniwka liegt im Osten der Oblast Kirowohrad an der Schowta, einem Nebenfluss des Inhulez im Südosten des ehemaligen Rajon Petrowe und grenzt im Norden an die Gemeinde Kosazke im Osten an die Gemeinde Marjaniwka (Rajon Pjatychatky/Oblast Dnipropetrowsk) und im Süden an die zum Rajon Krywyj Rih gehörende Gemeinde Tscherwone.
Das ehemalige Rajonzentrum Petrowe liegt 22 km nordwestlich und die nächstgelegene Stadt Schowti Wody ist über die die Kreisstraße T 0418 nach 14 km in nördliche Richtung erreichbar.

## Gemeindegliederung
Am 12. Juni 2020 wurde das Dorf ein Teil der neugegründeten Siedlungsgemeinde Petrowe, bis dahin bildete es zusammen mit den Dörfern Rjadowe (ukrainisch Рядове) und Wolodymyriwka (ukrainisch Володимирівка) die gleichnamige Landratsgemeinde Hanniwka (Ганнівська сільська рада/Hanniwska silska rada) im Südosten des Rajons Petrowe.
Am 17. Juli 2020 kam es im Zuge einer großen Rajonsreform zum Anschluss des Rajonsgebietes an den Rajon Oleksandrija.